# Bactrocera katoi
Bactrocera katoi
 es una especie de díptero que Hardy describió por primera vez en 1974. Bactrocera katoi pertenece al género Bactrocera de la familia Tephritidae. 